# Tobias Hülswitt
Tobias Hülswitt (* 13. April 1973 in Hannover) ist ein deutscher Schriftsteller und Moderator.

## Leben
Seine Eltern waren die an einem Gymnasium Religion und Englisch lehrende Christine Wyrwoll und der Studienrat Bernhard Hülswitt, verheiratet und wohnhaft in Neustadt am Rübenberge. Die Familie hatte fünf Kinder und einen Pflegesohn.
Hülswitt leistete nach seinem Abitur am Gymnasium in Bad Bergzabern seinen Zivildienst. Dann absolvierte er die Ausbildung zum Steinmetz. 1997 begann er ein Studium am Deutschen Literaturinstitut Leipzig. Während seiner Studienzeit veröffentlichte er den Roman Saga und war ein Jahr lang als Herausgeber der Literaturzeitschrift Edit tätig. Seit dem Abschluss seines Studiums lebt er als freier Autor in Berlin. Neben Lehraufträgen an der Universität der Künste Berlin seit 2003 – als Dozent für Interaktive Narration und Text in zeitbasierten Medien – war er im Sommersemester 2005 als Gastprofessor am Deutschen Literaturinstitut Leipzig sowie 2008 an der Akademie der Bildenden Künste München tätig. Tobias Hülswitt schreibt gelegentlich für Zeitungen und Zeitschriften (unter anderem Standard, jetzt-Magazin, taz, FAZ, Zeit, Kursbuch) und ist daneben als Ko-Autor von Drehbüchern tätig, u. a. für Heinz Emigholz und Christian von Borries.
Zusammen mit Florian Thalhofer realisierte er die Veranstaltungsreihen Hilfe, Freiheit! an den Münchner Kammerspielen und Woran glaubst du, Europa? am Goethe-Institut Prag. Gemeinsam gründeten die beiden 2008 das Korsakow Institut für Nonlineare Erzählkultur. Für die Kulturstiftung des Bundes setzte er Veranstaltungsreihe Werden wir die Erde retten? – Gespräche über die Zukunft von Technologie und Planet im Format der sogenannten Korsakowshow um. Seit 2008 ist er als Moderator in der Wissenschaftskommunikation tätig und seit 2020 als Podcaster mit dem Podcast „Neustart — Die Zukunft beginnt mit uns“, auf Spotify und anderen.
Er wohnt in Leipzig und hat eine Tochter.

## Auszeichnungen
- 1997: Stipendium des Künstlerhauses Edenkoben/Künstlerdorf Schöppingen
- 1998: Martha-Saalfeld-Förderpreis des Landes Rheinland-Pfalz, Gewinn des open mike-Wettbewerbes der literaturWERKstatt berlin
- 2000: Förderpreis zum Buch des Jahres Rheinland-Pfalz
- 2001: Stipendiat des Literarischen Colloquiums Berlin, Stipendiat des Sächsischen Staatsministeriums für Wissenschaft und Kunst
- 2002: Auf Einladung des Goethe-Instituts Kairo „Stadtschreiber von Kairo“ (dokumentiert auf www.jetzt.de)
- 2003: Förderpreis des Kunstpreises Rheinland-Pfalz, Stipendiat der Berliner Senatsverwaltung für Wissenschaft, Forschung, Kultur
- 2004: Stipendiat der Berliner Senatsverwaltung für Wissenschaft, Forschung, Kultur, Stipendiat der Villa Decius in Krakau, Fördergabe des Pfalzpreises für Literatur, Sonderpreis der Jury zum Buch des Jahres Rheinland-Pfalz
- 2005: Einladung zur Wettbewerbslesung des Alfred Döblin-Förderpreises mit dem Manuskript der Erzählung „Dinge bei Licht“
- 2006: Stipendiat des Tandem-Programms der Stiftung Brandenburger Tor
- 2007: Stipendiat der Villa Aurora, Los Angeles

## Werke
- So ist das Leben. Dreieck-Verlag, 1997, ISBN 3-930559-32-3.
- Saga. Kiepenheuer & Witsch, 2000, ISBN 3-462-02947-9.
- Ich kann dir eine Wunde schminken. Kiepenheuer & Witsch, 2004, ISBN 3-462-03378-6.
- Der kleine Herr Mister. Kiepenheuer & Witsch, 2006, ISBN 978-3-462-03714-2.
- mit Glummie Riday: Bernhard Bonsai geht sich rächen. Leipziger Kinderbuchverlag leiv, 2007, ISBN 978-3-89603-272-0.
- Dinge bei Licht. Kiepenheuer & Witsch, 2008, ISBN 978-3-462-04061-6.
- Werden wir ewig leben? – Gespräche über die Zukunft von Mensch und Technologie. edition unseld, Suhrkamp Verlag, 2010, ISBN 978-3-518-26030-2.
- Handbuch des Nonlinearen Erzählens. edition paechterhaus, 2011, ISBN 978-3-941392-22-9.
- mit Jürgen Tautz: Das Einmaleins der Honigbiene: 66 x Wissen zum Mitreden und Weitererzählen. Spektrum Akademischer Verlag, Heidelberg, München, 2019, ISBN 978-3-662-58368-5.

Hörspiel-Adaption
- Heiner Grenzland/Tobias Hülswitt: "Making of ..." (auch unter dem Titel der Romanvorlage  Ich kann Dir eine Wunde schminken) Regie: Heiner Grenzland, Mitwirkende: Karina Plachetka, Gábor Biedermann, Mark Waschke, Götz Schulte, Katharina Burowa, Antje von der Ahe, Bettina Kurth, Patrick Güldenberg, Maxim Mehmet, Paul Sonderegger, 53 Minuten, DLR 2004.

Animationsfilm
- Undercurrents, 2012, Regie: Michael Fragstein